# Atreiu
Atreiu o Atreyu (in lingua originale Atréju) è uno dei protagonisti del romanzo di Michael Ende La storia infinita, insieme a Bastiano e Fùcur. Appartiene al popolo dei Pelleverde e la prima parte del libro è quasi interamente dedicata al suo personaggio.

## Descrizione
Atreiu è un bambino Pelleverde di circa 10 anni (tredicenne nel film di Wolfgang Petersen La storia infinita); come tutti i membri del suo popolo, vive in una tenda, ha carnagione olivastra, occhi scuri che vedono fino all'orizzonte e capelli nero-azzurri corvini, che porta raccolti con strisce di cuoio in un ciuffo dietro la nuca. Le sue guance e la fronte sono dipinte di bianco con dei semplici ornamenti. Indossa calzoni corti, scarpe di morbido cuoio e un mantello intessuto con pelle di Bufalo di Porpora, che gli lascia, però, il torso nudo. Il suo nome, nella lingua della sua gente, significa "Figlio di Tutti" e allude al fatto che Atreiu è orfano ed è stato allevato dall'intera tribù.
Ha un carattere fiero, ma non orgoglioso; dimostra grande coraggio, tenacia e generosità, tutte caratteristiche tipiche dei Pelleverde. È responsabile ed è l'immagine dell'amico fedele, che dà buoni consigli e che sa sempre cosa fare. È molto intelligente e ragiona già come un adulto. È molto ammirato da tutti i Pelleverde, ma soprattutto da Bastiano.
Spesso, durante il corso della storia, deve subire umiliazioni da Bastiano, che crede di aver creato lui Fantàsia e che vuole che tutti s'inginocchino al suo potere.
Nel film, Atreiu è rappresentato come un nativo americano dalla carnagione piuttosto chiara; inoltre non viene mostrato il suo popolo né il suo luogo d'origine.

## Storia

### Infanzia e partenza per la missione
Poco dopo essere venuto al mondo, Atreiu è rimasto orfano. I suoi genitori, infatti, sono stati uccisi da un Bufalo di Porpora. Da quel momento, il bambino è stato allevato da tutti gli uomini e le donne Pelleverde e, per questo, è stato chiamato Atreiu, che tradotto nella Grande Lingua significa "Figlio di Tutti".
Prima della chiamata, Atreiu si stava preparando ad affrontare lui stesso il Grande Bufalo, per dimostrare alla sua gente di essere ormai un uomo.
La preparazione viene interrotta dall'arrivo del centauro Cairone, che lo informa che l'Infanta imperatrice gli ha affidato l'amuleto Auryn e gli ha chiesto di partire alla ricerca di una cura per la sua malattia (ricerca dalla quale dipende il destino di tutta Fantàsia). Atreiu è piuttosto stizzito per aver dovuto rinunciare a cacciare il Grande Bufalo ma non appena apprende in cosa consiste la missione affidatagli, accetta prontamente. Indossato l'Auryn, parte quindi per la Grande Ricerca a cavallo di Artax senza perdere ulteriormente tempo.

### Inizio della Grande Ricerca
Dapprima, la Grande Ricerca non dà buoni frutti e si risolve più che altro in un lungo girovagare per le terre di Fantàsia; il Grande Bufalo gli appare però in sogno più volte in quelle notti, e infine lo indirizza verso le Paludi della Tristezza, dove dovrà chiedere consiglia alla vecchissima Morla che, secondo il Grande Bufalo, conosce il segreto che si cela dietro al male dell'Infanta Imperatrice. Nel frattempo, inoltre, Atreiu ha anche avuto modo di "vedere" con i suoi stessi occhi il Nulla, mostratogli da alcuni Trolli di Corteccia nel Bosco Frusciante: fino a quel momento, per lui il Nulla era stato un semplice racconto, seppure impressionante, ma una volta incontratolo comprende "tutto l'orrore del Male che andava dilagando in Fantàsia".
Giunto alle Paludi della Tristezza, Atreiu si rende conto che vi regna un clima di sconforto che contagia chiunque vi entri: passo dopo passo, infatti, il suo cavallo Artax perde la speranza nella missione tanto che, sprofondato nella più cupa tristezza, perde ogni gioia di vivere e si lascia affondare nelle acque fangose, morendo sotto lo sguardo impotente del padroncino.
Costretto a proseguire da solo, Atreju è affranto trova la dimora di Morla, una gigantesca e millenaria tartaruga il cui guscio forma la Montagna di Corno. Morla è indifferente a tutto (al tempo, alle altre creature, alla morte, persino alla distruzione di Fantàsia) e mostra subito di non voler collaborare: Atreju non si arrende alla sua insofferenza e, a furia di insistere, le strappa un indizio che gli consente di proseguire la Grande Ricerca in una direzione precisa: l'Oracolo Meridionale dove vive Uyulala.

### L'incontro con Fùcur e l'Oracolo Meridionale
Atreiu prosegue a piedi fino a raggiungere, dopo due giorni di cammino, le Montagne Morte e il Profondo Abisso, dove vive "il più orrendo degli orrori", Ygramul. Giunto sull'orlo dell'abisso grazie al coraggio infusogli dall'Auryn, vede Ygramul che tormenta coi suoi pungiglioni avvelenati un Drago della Fortuna intrappolato nella sua ragnatela. Dopo aver osservato la scena per un po', Atreiu comprende che Ygramul non è un unico essere vivente, ma uno sciame di insetti in grado disporsi imitando qualunque forma. Prendendo coraggio, Atreiu rivolge la parola al mostro che, alla vista di Auryn, rinuncia fin dall'inizio a fargli del male e risponde alle sue domande ma rifiuta categoricamente di lasciar andare il drago. Atreiu comprende di non poter salvare l'animale in trappola e si limita allora a chiedere come può raggiungere in tempo l'Oracolo Meridionale. Ygramul gli spiega che può pungerlo iniettandogli il suo veleno, che uccide entro un'ora, ma che dà alla vittima il potere di teletrasportarsi ovunque voglia; Atreiu, pur titubante, acconsente e si fa pungere, dopodiché si teletrasporta all'Oracolo Meridionale, ma sviene per effetto del veleno.
Quando si risveglia, trova che le sue ferite sono state bendate e che accanto a lui si trova il Drago della Fortuna; i due giacciono presso la casa di Enghivuc, un anziano gnomo che studia da tutta la vita il mistero dell'Oracolo Meridionale, e di sua moglie Urgula, che ha curato Atreiu e il Drago; quest'ultimo si è teletrasportato a sua volta perché, nonostante Ygramul lo pensasse svenuto, ha sentito comunque le parole del mostro. Enghivuc spiega ad Atreiu tutto quello che sa sull'Oracolo Meridionale e su come attraversare le sue tre porte per giungere da Uyulala, e il giovane si reca sul posto. Riesce a superare tutte e tre le porte (quella delle sfingi, quella dello specchio magico, in cui vede riflesso Bastiano, e quella senza chiave) arrivando da Uyulala. Qui apprende che per salvare l'Infanta Imperatrice è necessario che un figlio dell'uomo (ossia un essere umano, non un abitante di Fantàsia) dia un nuovo nome all'Infanta Imperatrice.

### Il Paese della Mala Genìa e la Torre d'Avorio
Dopo aver ascoltato il responso dell'Oracolo, Atreiu parte a cavallo di Fùcur, il Drago della Fortuna, alla ricerca dei confini di Fantàsia, per trovare un bambino umano; la ricerca però è senza esito e a un certo punto i due amici vengono travolti da una terribile tempesta che li separa e che gli fa anche perdere l'amuleto Auryn. Atreiu si ritrova nel Paese della Mala Genìa, abitato da creature mostruose e spaventose e gravemente colpito dal Nulla. Raggiunge la capitale, la Città dei Fantasmi, dove fa la conoscenza di Mork, un lupo mannaro morente. Questi - che non ha riconosciuto Atreiu - gli racconta di essere un emissario del Nulla, che era stato inviato per uccidere Atreiu stesso, e lo informa anche che il destino degli abitanti di Fantàsia, quando vengono risucchiati dal Nulla, è quello di finire nel mondo degli umani trasformati in menzogne. Prima che Mork muoia, Atreiu gli rivela la propria identità; una volta morto, Atreiu fa per accarezzarlo, ma le fauci della bestia gli si serrano automaticamente sul braccio, intrappolandolo.
Qui viene ritrovato e salvato appena in tempo da Fùcur, che gli riporta anche Auryn; i due decidono quindi di dirigersi alla Torre d'Avorio, dimora dell'Infanta Imperatrice.
Giunto alla Torre, Atreiu viene ammesso alla presenza dell'Infanta Imperatrice, la quale gli spiega che in realtà non ha fallito, bensì, tramite la sua avventura, è riuscito a portare il salvatore - e cioè Bastiano, che sta leggendo la storia - da lei. Dopo molta esitazione, Bastiano si decide ad assolvere al suo compito, dando il nuovo nome all'Imperatrice ed entrando lui stesso a Fantàsia.

### Al seguito di Bastiano e la battaglia della Torre d'Avorio
La notizia che Bastiano, il salvatore, è giunto a Fantàsia spinge il governante della città di Amarganta, Querquobad, ad organizzare un torneo di eroi il cui vincitore accompagnerà Atreiu alla ricerca di Bastiano. È Bastiano stesso, in incognito, a vincere il torneo, e Atreiu decide così di accompagnarlo nel suo viaggio verso la Torre d'Avorio, con l'intento di aiutarlo a ritrovare la via di casa. Bastiano, tuttavia, esprimendo un desiderio dietro l'altro perde mano a mano i ricordi del suo mondo di origine, diventando arrogante, egoista e dispotico. La situazione peggiora con l'arrivo di Xayde, una strega sconfitta da Bastiano e divenuta parte del suo seguito e sua fidata consigliera, che lo manipola a suo piacimento e lo spinge ad allontanare tutti i suoi amici. Atreiu e Fùcur cominciano a parlare di sottrarre Auryn a Bastiano, ma questi scopre il loro discorso e li caccia via.
Bastiano, giunto alla Torre e non trovandovi l'Infanta Imperatrice, decide di autoproclamarsi Infante Imperatore; Atreiu e Fùcur radunano allora un esercito di ribelli e danno l'assalto alla Torre, interrompendo la cerimonia d'incoronazione e conquistando la Torre per cercare di salvare Bastiano. Tuttavia Atreiu viene gravemente ferito da Bastiano con la spada Sikanda, e Fùcur lo porta in salvo.

### Le Acque della Vita
I due si reincontrano quando Bastiano, ormai dimentico anche della propria identità, sta cercando un modo di raggiungere le Acque della Vita per ritornare a casa e ha ormai perso le speranze. Bastiano depone infine l'Auryn e facendo ciò fa trasportare tutti e tre nelle Acque della Vita. Bastiano invita Atreiu e Fùcur a entrare con lui nelle acque, ma essi gli rispondono che sono lì solo per accompagnarlo poiché loro si sono già immersi in passato, dopo avere fatto ritorno dall'Infanta Imperatrice. Qui Bastiano si accomiata da Atreiu e Fùcur, i quali promettono da grandi amici di portare a compimento tutte le storie che lui aveva cominciato a Fantàsia, forse un giorno si rivedranno.